# 1969 (album)
1969 – pierwszy solowy album nagrany przez piosenkarkę Julie Driscoll w 1969 r. i wydany dopiero w 1971 r.

## Historia nagrania albumu
Lata 1968 i 1969 były na świecie okresem rozkwitu kontrkultury, której jednym z wyrazów były protesty przeciwko wojnie w Wietnamie, establishmentowi i wszelkiej państwowej opresji. Domagano się zmian.
Julie Driscoll w 1968 r. była u szczytu swojej popularności i w centrum uwagi mediów. Jak wspominała w 2006 r. Było czymś niemożliwym dorównać oczekiwaniom innych i nawet tego nie chciałam. Szybko uświadomiłam sobie fałszywość tego typu egzystencjii (...). Postanowiła zająć się bardziej wyrażeniem swoich idei i pomysłów artystycznych. W maju 1969 r. odeszła od grupy Brian Auger and The Trinity.
Jej menedżer, producent i promotor Giorgio Gomelsky po usłyszeniu przygotowanych przez nią piosenek, zachęcił ją do nagrania solowego albumu.
Gomelski do nagrania albumu dobrał muzyków zarówno rockowych jak i jazzowych. Aranżerem i pianistą został Keith Tippett przygotowujący także swój pierwszy solowy album.
Album został ukończony w kilka tygodni, jednak w tym samym czasie firma Marmalade Gomelsky'ego została zamknięta i płyta przeleżała na półkach do 1971 r., kiedy została wydana przez Polydor. W tym czasie nagrania te nie były już w ogóle adekwatne do rodzaju muzyki, jaką zajmowała się wówczas Driscoll.

## Muzycy
- Julie Driscoll: wokal 1-8; gitara akustyczna 1-8;  aranżacja 4
- Chris Spedding: gitara elektryczna 1; gitara basowa 3
- Jeff Clyne: gitara basowa 1, 2, 7; arco bass 5
- Marc Charig: kornet 1, 7
- Elton Dean: saksofon altowy 1, 7
- Nick Evans: puzon 1, 7
- Trevor Tompkins: perkusja 1, 3, 7
- Keith Tippett: aranżacja 1, 3, 7 pianino 2, 3, 7 czelesta 2,
- Carl Jenkins: obój 3
- Bud Parks: trąbka 3
- Stan Saltzman: saksofon altowy 3
- Derek Wadsworth: puzon 3
- Brian Godding: wokal wspierający 4; gitara elektryczna 4, 6, 8
- Brian Belshaw: wokal wspierający 4;  gitara basowa 4
- Jim Cregan[5]: gitara prowadząca 4
- Barry Reeves: perkusja 4
- Blossom Toes: aranżacja 4
- Bob Downes: flet 5

## Utwory
- Strona A

1. A New Awakening
2. Those That We Love
3. Leaving It All Behind
4. Break Out
- Strona B

5. The Choice
6. Lullaby
7. Walk Down
8. I Nearly Forgot – But I Went Back

## Opis płyty
- Producent: Giorgio Gomelsky
- Kompozycje i teksty: Julie Driscoll
- Inżynier dźwięku: Eddie Offlord
- Projekt okładki: Davis Barney Wade
- Numer katalogowy: Polydor 2480074

## Wznowienie na CD
- Koordynacja wznowienia: Mark Powell dla Eclectic Entertainment Ltd.
- 24-bitowy remastering: Paschal Byrne w Audio Archiving Company, Londyn
- Projekt graficzny: Hugh Gilmour
- Wznowienie: 2006 Eclectic Entertainment Ltd. na licencji z Universal Music Group, Londyn
- ©1969 Universal Music Group